# 's-Gravenhoek
's-Gravenhoek was een gemeente in de provincie Zeeland. 's Gravenhoek heeft tot 1 januari 1816 bestaan en daarna is het opgegaan in de gemeente Wissenkerke.
De gemeente was kleiner dan de gelijknamige, voormalige heerlijkheid. De heerlijkheid bestond ook uit de polders Oud-'s-Gravenhoek en Nieuw-'s-Gravenhoek. Deze polders overstroomden door een dijkdoorbraak in 1745 en 1752. In het overgebleven deel van het grondgebied woonden weinig mensen en bestond niet uit een dorp of buurtschap.

## Wapen
De gemeente heeft geen wapen gehad daarvoor heeft de gemeente te kort bestaan.